# Angra Pequena

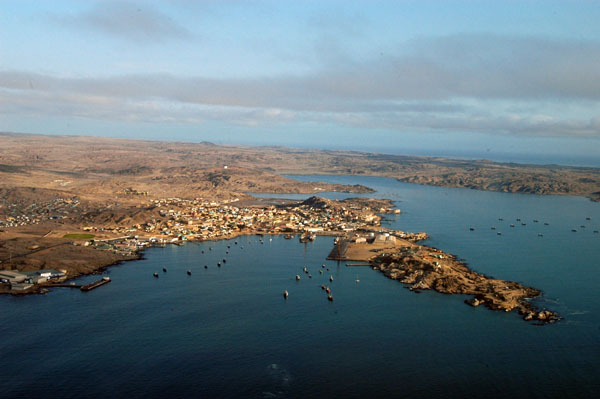
A baía Angra Pequena

Angra Pequena é uma baía na costa meridional da África, onde se situa a cidade de namibiana de Lüderitz.
Descoberta no dia 24 de Julho de 1488 pelo navegador português Bartolomeu Dias, que viajava a serviço de D. João II.
No dia seguinte, erigiu um padrão comemorativo, uma cruz de pedra, dedicada a São Tiago. A cruz original resistiu até inícios o século XIX, tendo seus fragmentos sido subsequentemente levados para museus, na África do Sul e em Portugal. Uma réplica assinala o local desde 1988.
Por algum tempo reteve a denominação de Angra de São Christóvão, mas é como Angra Pequena que aparece em quase todos os mapas até o início do século XX.
Embora tenha sido freqüentemente visitada e descrita por navegadores de várias nacionalidades, que aí buscavam abrigo das correntes marítimas, as condições de extrema aridez inibiram qualquer intenção de povoamento. Somente em meados do século XIX, a presença de guano nas ilhas costeiras atraiu o interesse dos ingleses, que reivindicaram sua posse, sem poder entretanto estabelecer atividade exploratória permanente, devido à rapida exaustão do recurso.
Em 1880, o comerciante alemão Adolf Eduard Lüderitz interessou-se pela região, vindo a adquirir a faixa costeira, dos nativos namas e hereros. Devido a divergências quanto à demarcação do território e a ameaça de que os povos locais pedissem auxílio dos ingleses, Lüderitz solicitou a proteção do Império Alemão. Em 24 de Abril de 1884 os direitos de Lüderitz foram cedidos ao governo alemão e, no dia 7 de Agosto subsequente a região foi declarada protetorado da Alemanha pelo chanceler Otto von Bismarck. Este ato deu início à ocupação alemã na região, que duraria até a Primeira Guerra Mundial, e que resultaria na formação do território do Sudoeste Africano, que após um período de administração sul-africana, outorgado pela Liga das Nações, viria a tornar-se independente sob o nome de Namíbia.